# Ikejime
Ikejime, auch Ike Jime (japanisch 活け締め), ist eine Methode, Fische zu paralysieren bzw. zu töten, um die Qualität des Fleisches nicht zu beeinträchtigen. Die Technik wurde ursprünglich in Japan erfunden.

## Vorbereitung und Durchführung
Zunächst muss der Fisch nach dem Fang für bis zu 24 Stunden in ein Becken gesetzt werden, um sich „zu entspannen“. Somit wird dafür gesorgt, dass Stresshormone, die beim Fang im Körper ausgeschüttet wurden und den Geschmack des Fleisches beeinträchtigen können, im Tier organisch wieder abgebaut werden, bevor es getötet wird. Als Nächstes werden die Fische wieder vorsichtig aus dem Wasserbecken herausgenommen, ohne sie aufzuregen oder zu beunruhigen. Nun werden die Fische schnell und durch einen direkten Stich ins Gehirn getötet. In Japan werden dafür sogenannte Deba-Messer verwendet, die einseitig geschliffen sind. Diese besondere Form gewährleistet eine optimale und saubere Schnittführung.

## Technik
Das Messer, bzw. in manchen Fällen ein geschärfter Schraubenzieher oder ein anderes scharfes Werkzeug wird ruckartig in das Rhombencephalon eingeführt, was zum sofortigen Hirntod führt. Dadurch gelangt das Molekül Adenosintriphosphat, welches für die unmittelbare Energiezufuhr in Zellen verantwortlich ist, nicht in die Muskeln des Tieres, was das Fleisch andernfalls sauer werden ließe.
Wenn der Vorgang korrekt ausgeführt wird, wird das Rückenmark zerstört und Reflexhandlungen des Fisches werden verhindert, obwohl das Herz des Fisches unmittelbar nach dieser Verletzung noch schlägt. Nun werden die Kiemen zurückgeklappt, um Blutbahnen und Rückenmark mit einem Schnitt durchzutrennen. Etwas über der Schwanzflosse wird der dritte und letzte Schnitt angesetzt. Wirbelsäule und Arterien liegen nun frei und es wird von hinten ein Draht in das Tier eingeführt. Der Draht soll verhindern, dass vom Rückenmark weitere Befehle an die Muskulatur geleitet werden, was ebenfalls zu einer Übersäuerung der Muskeln und zu unwillkürlichen Reflexhandlungen führen kann. Am Schluss werden die Fische zum Ausbluten in ein separates Becken gelegt. Dies trägt ebenfalls maßgeblich zur Qualitätssicherung des Geschmacks bei, da das Blut während des Zersetzungsvorgangs ein unangenehmes Aroma entwickelt.